# Reventure
Reventure (anteriormente Lonk's Adventure ) es un videojuego de acción y aventura lanzado el 4 de junio de 2019 por el estudio español Pixelatto. Es una versión ampliada del juego de la Ludum Dare game jam, Lonk's Greedy Adventure, también de Pixelatto. En el juego, los jugadores son enviados a una misión para rescatar a una princesa del Señor Oscuro en un entorno de mundo abierto. Dependiendo de las acciones realizadas por el jugador, pueden ocurrir cualquiera de los 100 finales. El juego es una parodia humorística de los videojuegos de rol, en particular de la serie The Legend of Zelda. Reventure fue lanzado con gran éxito de crítica y elogiado por su humor.

## Jugabilidad y trama
Reventure es un juego de plataformas de acción y aventura en 2D, inspirado principalmente en la serie The Legend of Zelda. Desde el comienzo del juego, los jugadores tienen la misión de salvar a la princesa del Señor Oscuro, que la mantiene cautiva en su castillo. A lo largo del mundo abierto del juego hay muchos elementos que permiten al personaje del jugador adquirir nuevas habilidades, así como objetivos alternativos además de rescatar a la princesa. Dependiendo de cómo interactúa el jugador con el mundo, pueden ocurrir cualquiera de los 100 finales diferentes, los cuales están enmarcados en una galería en el menú del jugador. En cada final tiene lugar una breve escena, después de la cual el jugador regresa al comienzo del juego con una breve secuencia de texto que conecta el final anterior con el comienzo de la siguiente partida. En este sentido, todas las partidas del juego son canónicas y se desarrollan cronológicamente en cualquier orden que el jugador elija.
A medida que el jugador va completando los diferentes finales el mundo del juego, así como el personaje principal, pueden cambiar. Por ejemplo, después de rescatar a la princesa se desbloquea un atajo permanente al Castillo Oscuro; después de morir en un pozo de púas, después del final, el personaje del jugador estará visiblemente ensangrentado y cubierto de púas; estos cambios pueden incluso reemplazar por completo al personaje. El objetivo final del juego es desbloquear todos los finales, así como completar unos cuantos finales posteriores a 100 y encontrar varios secretos para completar el juego al 125%. El juego también presenta integración con Twitch, lo que permite a los espectadores de la retransmisión interactuar con el juego.
En 2020, Pixelatto lanzó una versión gratuita del juego en Android en la que el jugador inicia con 3 vidas, recibiendo una adicional cada hora con la opción de saltarse la espera viendo un anuncio.

## Desarrollo y lanzamiento
Reventure se desarrolló originalmente para el Ludum Dare game jam de 2017, donde se titulaba Lonk's Greedy Adventure  (en referencia a Link de The Legend of Zelda). Esta versión del juego era completamente diferente a la de la versión completa, presentaba solo seis finales y tenía lugar en un mundo casi completamente diferente. Lonk's Greedy Adventure consiguió el tercer lugar entre todas las entradas de la jam, lo que impulsó al fundador de Pixelatto, Javi Cepa, a desarrollar el concepto en un juego más grande.
Después de seis meses de desarrollo en octubre de 2018 se puso a disposición del público una versión acceso anticipado del juego titulada Lonk's Adventure  con 50 finales. Posteriormente, el nombre se cambió a Reventure para evitar conflictos de marca.

## Recepción
Reventure recibió elogios de la crítica, sumando una puntuación de 83/100 en Metacritic. Daniel Weissenberger de Game Critics lo llamó "una obra maestra de diseño". Los críticos elogiaron especialmente el sentido del humor del juego.